# Науйойи-Вильня (станция)
Науйойи-Вильня (лит. Naujoji Vilnia) — железнодорожная станция Литовских железных дорог, памятник архитектуры Вильнюса. Второй по значимости железнодорожный вокзал Вильнюса, электрифицирован. Названа по одноимённому району Вильнюса.

## История
Станция была открыта 4 сентября 1860 года в составе пускового участка Даугавпилс — Вильнюс Петербурго-Варшавской железной дороги. В 1874 году станция стала узловой после открытия железной дороги Минск — Вильнюс.
После захвата юга Литвы Польшей станция была провинциальной станцией польских железных дорог, всякое сообщение с остальной Литвой было прервано до 1938 года. В конце сентября 1939 года, после пятого раздела Польши, железнодорожная станция была возвращена Литовским железным дорогам, которые, в свою очередь, в 1940 году вошли в подчинение НКПС СССР.
В 1941 году со станции производилась депортация литовцев в Сибирь. В 2013 году на станции открылся мемориал памяти жертв депортации.

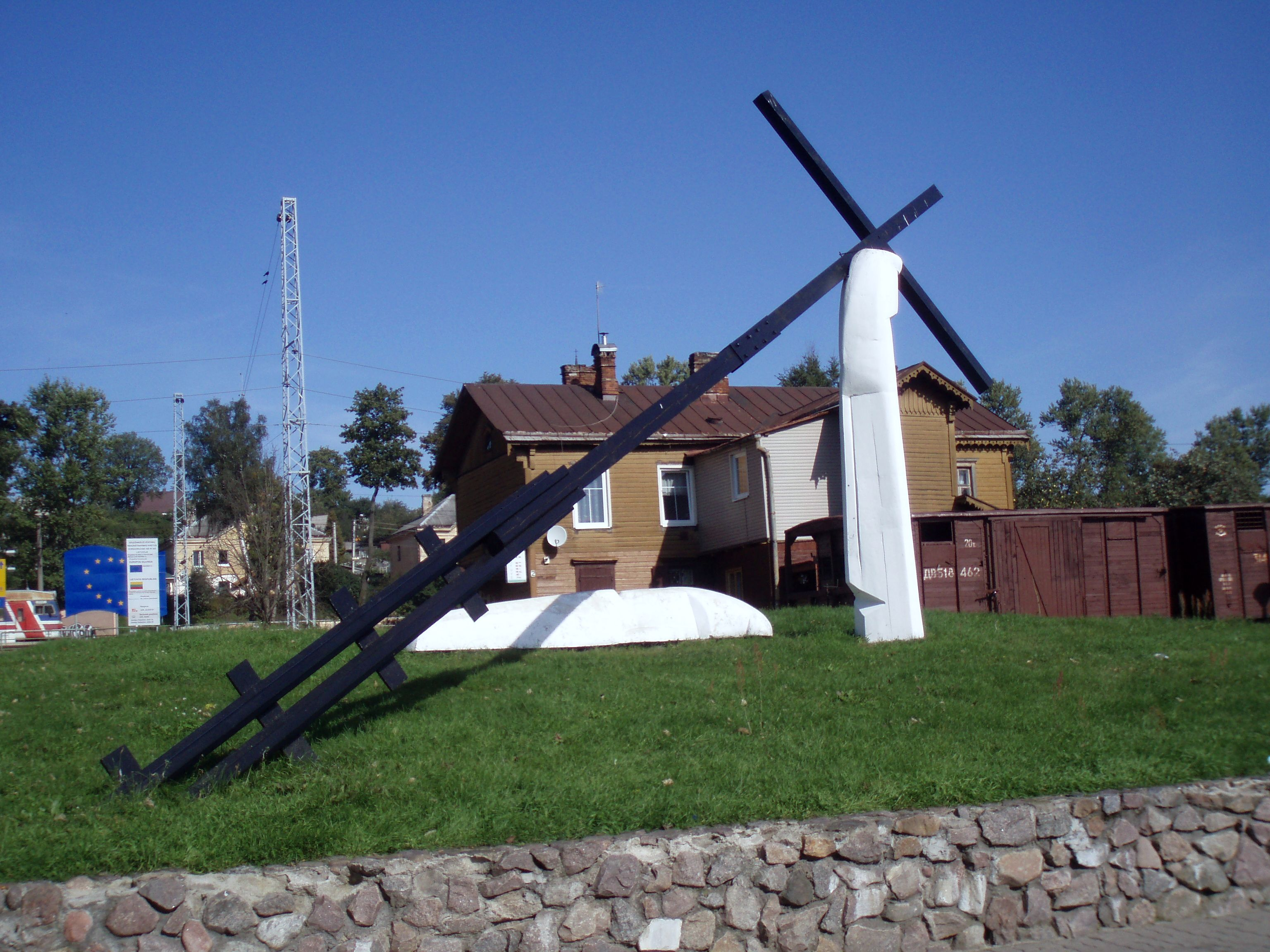
Мемориал памяти депортированных со станции Науйойи-Вильня

В 1975 году была произведена электрификация участка Науйойи-Вильня — Каунас на переменном токе 25 кВ, рядом со станцией открылось моторвагонное депо, обслуживающее маршруты электропоездов Науйойи-Вильня — Каунас и Науйойи-Вильня — Тракай. 13 (официально 16) сентября 2017 года этот электрифицированный участок был соединён с Беларусью путём электрификации линии Науйойи-Вильня — Молодечно.

## Направления
Пассажирские поезда дальнего следования на станции не останавливаются. Станция является конечной для всех внутригосударственных (с 10 декабря 2017 года) электропоездов Литвы. Также на станции останавливаются дизельные поезда Вильнюс — Игналина — Турмантас и Вильнюс — Кяна.